# Multithek
Die multithek war eine HbbTV-Plattform von Media Broadcast. Sie wurde via DVB-T und DVB-S (Astra 19,2° Ost) verbreitet. Via DVB-T erfolgte die Verbreitung in den gemischten privaten Multiplexen der jeweiligen DVB-T-Inseln.
Die multithek bot dabei dem Anwender Zugang zu diversen Mediatheken und den Angeboten von Rundfunkveranstaltern. Zu den Inhalten gehörten beispielsweise die ARD Mediathek und die ZDF Mediathek sowie weitere Fernsehkanäle wie Bloomberg TV. Zudem bot die multithek einfachen Zugang zu Nachrichten- und Informationsportalen, zu Shoppingkanälen, dem Spielecenter itsmy.TV und Kymba, einem Video-on-Demand Portal speziell für Kinder. Neben der herkömmlichen Fernsehbedienung konnte das TV-Angebot auch über eine mobile Webapp via Smartphone und Tablet gesteuert werden.
Für den Empfang von HbbTV wurde ein Zugang zum Internet und ein HbbTV-fähiges Endgerät benötigt; ansonsten sah der Anwender nur ein Testbild.
Beim Deutschen IPTV Award 2013 erhielt die multithek den Preis in der Kategorie „Innovativste Technologie“.

Testbild, das bei Verwendung eines herkömmlichen Receivers OHNE HbbTV-Unterstützung, angezeigt wurde.

Die multithek ging mit dem Wechsel zur Plattform freenet TV (über DVB-T2) in der Nacht zum 29. März 2017 in freenet TV connect auf und wurde über DVB-S abgeschaltet, da der Produktname ausschließlich den terrestrischen Empfangsweg bezeichnet. Für ältere Geräte steht die Multithek weiterhin zur Verfügung.

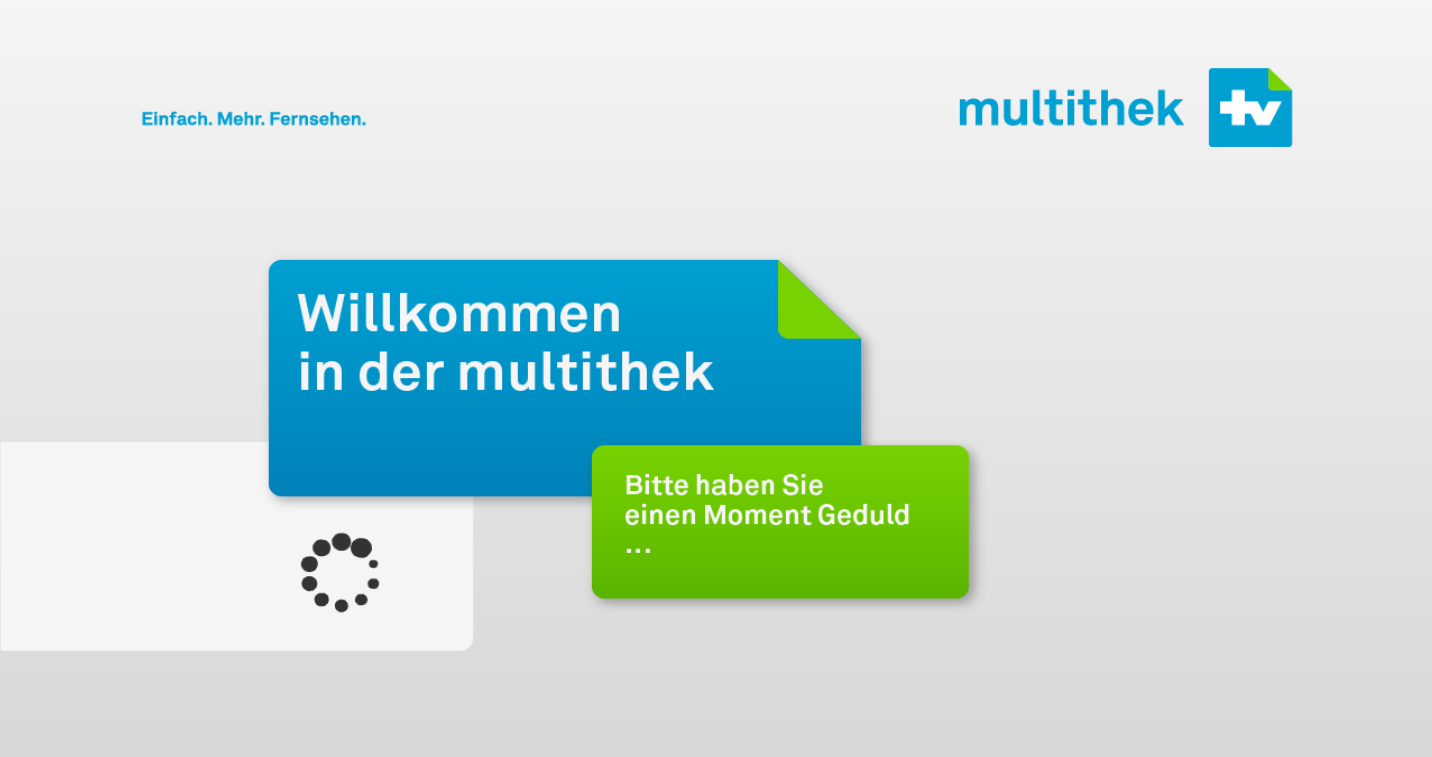
Ladebildschirm der multithek

Logo von freenet TV

## Empfang
Astra 19.2°Ost: 12633 MHz, horizontal (DVB-S, Symbolrate SR 22 000, Fehlerkorrektur FEC 5/6)
DVB-T:
| Name der DVB-T-Insel  | Kanal         | Sendeanlage/n                                                |
| --------------------- | ------------- | ------------------------------------------------------------ |
| Bremen/Unterweser     | K45 (666 MHz) | Fernmeldeturm Bremen, Fernmeldeturm Schiffdorf               |
| Hannover/Braunschweig | K56 (754 MHz) | Telemax, HKW Mitte, Fernmeldeturm Broitzem, Sender Hemmingen |
| München               | K52 (722 MHz) | Olympiaturm, Sender Wendelstein                              |
| Nürnberg              | K60 (786 MHz) | Fernmeldeturm Nürnberg                                       |
| Hamburg               | K36 (594 MHz) | Heinrich-Hertz-Turm, Sender Hamburg-Rahlstedt                |
| Kiel                  | K57 (762 MHz) | Fernmeldeturm Kiel, Sender Kiel                              |
| Lübeck                | K59 (778 MHz) | Sender Lübeck                                                |
| Saarbrücken           | K49 (698 MHz) | Sender Riegelsberg-Schoksberg                                |
| Rhein-Main            | K52 (722 MHz) | Europaturm, Feldberg, Fernmeldeturm Hohe Wurzel              |
| Köln/Bonn             | K36 (594 MHz) | Colonius, Sender Bonn-Venusberg                              |
| Dortmund              | K52 (722 MHz) | Florianturm, Sender Langenberg                               |
| Düsseldorf            | K52 (722 MHz) | Rheinturm, Sender Langenberg                                 |
| Stuttgart             | K25 (506 MHz) | Stuttgarter Fernmeldeturm                                    |
| Berlin                | K39 (618 MHz) | Berliner Fernsehturm, Fernmeldeturm Berlin-Schäferberg       |

## Angebot
Es (Stand: 18. Februar 2015) wurden folgende Streams über die multithek angeboten:
| Name des Dienstes    | Name der Mediathek | Name der Mediathek     | Name der Mediathek   |
| -------------------- | ------------------ | ---------------------- | -------------------- |
| multithek-Portal     | ARD Mediathek      | Best of YouTube.com    | Bundestag TV         |
| ZDF Mediathek        | Good Wood          | sportdigital           |                      |
| Spiegel TV           | arte LIVE Web      | Motorz                 | ProSieben            |
| Bloomberg TV Europe  | rbb fernsehen      | BahnWelt TV            | sixx                 |
| 1-2-3.tv interactive | tagesschau         | REIT TV                | SAT.1                |
| JUWELO               | eins festival      | BrightLounge           | kabel eins           |
| putpat.tv            | WDR Mediathek      | Avid Carp              | kymba                |
| Sonnenklar TV        | mdr Mediathek      | skippers.tv            | Muzu TV              |
| Hope Channel         | GIGA               | The Sailing Channel.TV | Foreca               |
| LokalTV-Portal       | TV Movie           | Friendly.Matches       | feratel Panorama TV  |
| NHK World TV         | heute-journal      | Fast Lane Daily        | KiKa                 |
| TLC                  | LangeMann!         | MiShorts               | NDR Mediathek        |
| Die neue Zeit TV     | radio bremen       | Cars24TV               | hr Mediathek         |
| QVC                  | stern.de           | Promigeflüster         | SWR Mediathek        |
| QVC Beauty & Style   | TecTime TV         | D-Town TV              | BR Mediathek         |
| QVC Plus             | ActionSport TV     | Coder Radio            | QVC Plus             |
| DAF                  | Green TV           | Foto TV                | QVC Beauty & Style   |
| Anixe iTV News       | QVC                | Photoshop User TV      | Spiegel TV Mediathek |
|                      | mySpass            | Night of the Jumps     |                      |
|                      | swr3               | TechSNAP               | putpat One           |
|                      | Servus TV          | UVTV                   | putpat Rock Hard     |
|                      | MOD TV             | Superstars             | putpat Retro         |
|                      | QTom               | WissensManufaktur      | putpat Charts        |
|                      | TopPlays           | The Grid               | putpat 2Rock         |
|                      | Reise TV           | Geek Gamer             | putpat Heimat        |
|                      | Balance TV         | The Rest of Everest    |                      |
|                      | YouDive TV         | Minecraft Me           |                      |
|                      | Fischen TV         | K&N                    |                      |
|                      | Good Wood Festival | Teton                  |                      |
|                      | Music Baeble       | Unfilter               |                      |
|                      | Bloomberg          | FauxShow               |                      |
|                      | putpat.tv          | MMA Nuts               |                      |

Family TV & Das Neue TV haben ihre Verbreitung über die multithek eingestellt.